# Phytocoris rubroornatus
Phytocoris rubroornatus är en insektsart som beskrevs av Knight 1961. Phytocoris rubroornatus ingår i släktet Phytocoris och familjen ängsskinnbaggar. Inga underarter finns listade i Catalogue of Life.